# Amtsgericht Wohldenberg

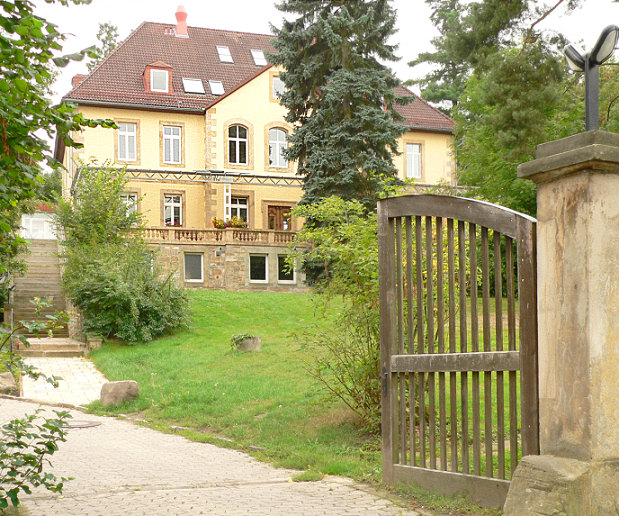
Amtshaus

Das Amtsgericht Wohldenberg war ein Gericht der ordentlichen Gerichtsbarkeit mit Sitz im Amtshaus etwa 200 m unterhalb der Burg Wohldenberg.
Nach der Revolution von 1848 wurde im Königreich Hannover die Rechtsprechung von der Verwaltung getrennt und die Patrimonialgerichtsbarkeit abgeschafft.
Das Amtsgericht wurde daraufhin mit der Verordnung vom 7. August 1852 die Bildung der Amtsgerichte und unteren Verwaltungsbehörden betreffend als königlich hannoversches Amtsgericht gegründet.
Es umfasste das Amt Wohldenberg.
Das Amtsgericht war dem Obergericht Goslar untergeordnet. Im Jahre 1859 wurde das Gericht aufgelöst.